# ماکی چی.۲۰۰
C.200 Saetta (به انگلیسی: Macchi_C.200) یک هواگرد از نوع جنگنده ساخت شرکت Aeronautica Macchi است. هواگرد C.200 Saetta نخستین پروازش را در ۲۴ دسامبر ۱۹۳۷ میلادی انجام داد. این هواگرد در سال ۱۹۳۹ میلادی رسماً معرفی گردید. در مجموع، تعداد ۱۱۵۳ فروند از این هواگرد ساخته شده‌است.
طراح این هواگرد، Mario Castoldi بود.